# Aristide Teică
Aristide Teică (n. 24 aprilie 1922, Ploiești, România – d. 7 august 1993, Ploiești, România) a fost un actor român, actor la Teatrul de Stat din Ploiești, alături de Lupu Buznea, Dumitru Palade, Moț Negoescu – ce făceau parte dintr-o faimoasă boemă a urbei, avându-l în centru pe Toma Caragiu sau, adeseori, pe Nichita Stănescu – a avut roluri secundare sau episodice în peste 100 de filme și mai mult de 130 de piese de teatru, pe diferite scene: Craiova, Constanța și, din 1957, Ploiești, unde director era colegul său din studenție, Toma Caragiu.
Specializat în sketchuri sau expresii concentrate, memorabile pentru publicul vremii, a realizat de asemenea personaje precum Agamemnon Dandanache, Conul Leonida, Nae Ipingescu sau Petru din De Pretore Vicenzo de Eduardo de Filippo (marele succes ploieștean al lui Toma Caragiu), părintele Lorenzo din Romeo și Julieta. „Nu există roluri mari sau roluri mici, există numai actori mari și actori mai puțîn... actori”, declara Teică într-un interviu pentru revista Ecran prahovean (nr. 218, noi. 1988), afirmație ce este un adevărat program de viață.

## Filmografie
- Răscoala (1966)
- Diminețile unui băiat cuminte (1967)
- Prea mic pentru un război atît de mare (1970)
- Doi bărbați pentru o moarte (1970)
- Săptămîna nebunilor (1971)
- Urmărirea (serial TV) (1971)
- Felix și Otilia (1972) - dr. Vasiliad
- Un august în flăcări  (1973)
- Filip cel bun (1975)
- Nu filmăm să ne-amuzăm (1975)
- Cursa (1975)
- Pintea (1976)
- Tănase Scatiu (1976)
- Tufă de Veneția (1977)
- Buzduganul cu trei peceți (1977)
- Toate pînzele sus (serial TV, 1977) - ep. 2
- Profetul, aurul și ardelenii (1978)
- Urgia (1978)
- Ediție specială (1978)
- Melodii, melodii (1978)
- Înainte de tăcere ‎(1978)
- Totul pentru fotbal (1978)
- Un om în loden (1979)
- Falansterul (1979)
- Omul care ne trebuie (1979)
- Rug și flacără (1980)
- Ultima noapte de dragoste (1980) - Zafiu
- Drumul oaselor (1980) - cârciumarul
- Vînătoarea de vulpi (1980)
- Duelul (1981)
- Am o idee!... (1981)
- Semnul șarpelui (1982)
- Înghițitorul de săbii (1982)
- Pădurea nebună (1982)
- Comoara (1983)
- Bocet vesel (1984)
- Secretul lui Bachus (1984)
- Primăvara bobocilor (1987)
- Cuibul de viespi (1987)
- Secretul lui Nemesis (1987)
- Totul se plătește (1987) - Geambașu, tâlhar de codru
- Secretul armei... secrete! (1989)
- Un studio în căutarea unei vedete (1989)
- Cei care plătesc cu viața (1989)
- Divorț... din dragoste (1992)
- Trahir (1993)
- Cel mai iubit dintre pămînteni (1993)
- Privește înainte cu mînie (1993)
- Timpul liber (1993)
- Balanța (1992)
- Undeva în Est (1991)
- Convoiul (1981)
- Alexandra și infernul (1975)